# Fritillaria mutabilis
Fritillaria mutabilis är en liljeväxtart som beskrevs av Georgia Kamari. Fritillaria mutabilis ingår i Klockliljesläktet och i familjen liljeväxter.
Artens utbredningsområde är Grekland. Inga underarter finns listade.